# Blackburne Thrush

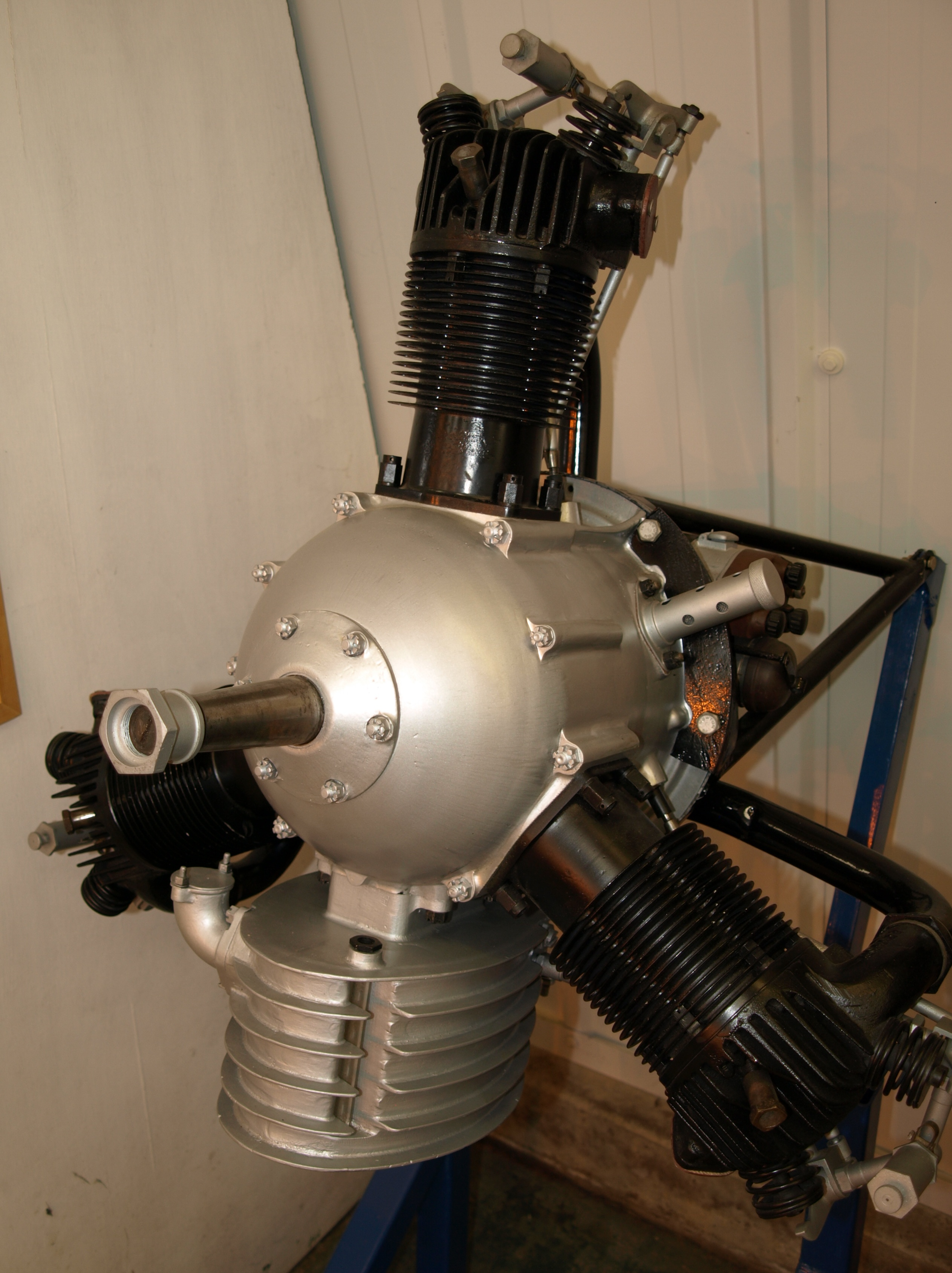
Exemplaire préservé.

Le Blackburne Thrush est un moteur d'avion de type radial, à trois cylindres, produit à partir de 1924 en Grande-Bretagne. 

## Développement
Ce moteur est produit par Burney and Blackburne Limited, une société britannique produisant des motocyclettes et des moteurs, sans lien avec le constructeur aéronautique Blackburn. La première version est testée en 1924, elle a une cylindrée de 1 100 cc, portée à 1500 cc en 1926. Ce moteur développe alors 35 chevaux en régime de croisière. Ce moteur rare est utilisé sur des avions très légers, produits en petite série, comme le Westland Widgeon.